# Dacre Stoker
Dacre Stoker, né le 23 août 1958 à Montréal, est un écrivain et producteur de cinéma canadien. 
Il est également un pentathlonien et entraîneur de pentathlon moderne aux niveaux international et olympique pour le Canada pendant douze ans.

## Biographie
Dacre Calder Stoker naît à Montréal, au Québec, le 23 août 1958[réf. nécessaire].
Son père, Desmond Neil Stoker (1927-1983), est le vice-président et directeur de Nesbitt Thomson Bongard Inc. et le président du conseil d'administration de la Bourse de Montréal ; sa mère est l'infirmière praticienne Eleanor Gail, née Calder. Il est l'arrière-petit-neveu de l'écrivain irlandais Bram Stoker, auteur du roman gothique Dracula de 1897.

## Parcours sportif
Dacre Stoker est un ancien membre de l'équipe canadienne masculine de pentathlon. Il entraîne l'équipe aux Jeux olympiques d'été de 1988 à Séoul, en Corée du Sud.

## Activités de consultant, documentaires et films
Stoker est consultant et apparait dans de récents documentaires sur les vampires dans la littérature et la culture populaire : The Real Vampire Files (2010 History Channel), The Tillinghast Nightmare (2014, Historical Haunts), Secrets of the Dead (2015 PBS), Mysteries at the Museum (2017 Travel Channel), Legend Hunter (2019 Travel Channel), American Vampires (2022 Fox Nation).
Stoker a deux films documentaires en production en 2024 : The Search for Dracula's Castle, réalisé par Cornelius Tepelus et écrit par Dacre Stoker, et The Father of Dracula, réalisé par Jason Figgis et écrit par John West.
Stoker contribue à Dracula dans Visual Media: Film, Television, Comic Book and Electronic Game Appearances, 1921–2010, avec Caroline Joan Picart, David J. Skal, J. Gordon Melton et John Edgar Browning.
En 2018, il sort Dracul, un préquelle de Dracula qu'il écrit aux côtés de JD Barker,,. Paramount achète les droits du film. Le réalisateur Andrés Muschietti, les producteurs Barbara Muschietti et Roy Lee sont embauchés pour travailler dessus.

## Publications
- Dracula : Le Mort-Vivant, 2009 (ISBN 978-0525951292).
- Journal perdu de Bram Stoker : Les années à Dublin, 2012 (ISBN 978-1-953905-18-5).
- Dracula  (co-auteur avec J. D. Barker (en)), 2018 (ISBN 978-0735219342).
- L'étreinte de la Vierge : une adaptation palpitante d'une histoire écrite à l'origine par Bram Stoker  (avec Chris McAuley), 2021 (ISBN 978-1789825503).
- Dracula et son enfer  (avec Chris McAuley et John Peel), 2022 (ISBN 978-1789828528).
- L'histoire secrète du château de Slains : les seigneurs de guerre, Churchill et le comte Dracula  (co-auteur avec Mike Shepherd), 2022 (ISBN 978-1-953905-28-4).
- Dracula  (annoté pour le 125e anniversaire, avec Robert Eighteen-Bisang (en)), 2022 (ISBN 978-1-953905-38-3).
- Dracula Le Retour, Le Culte du Ver Blanc  (édition no 1), Scratch Comix, 2023.
- Dracula Le Retour, Le Culte du Ver Blanc  (édition no 2), Scratch Comix, 2024.